# Затока Академії
Зато́ка Акаде́мії (рос. Затока Академии) — затока Охотського моря біля східного берега Азії. Довжина — 110 км, ширина біля входу — 61 км, глибини 20—45 м. Перед входом розташовані Шантарські острови. Західний берег утворює Тугурський півострів. У верхів'ї розгалужується на: західну — затоку Костянтина, східну — затоку Миколи та південну — Ульбанску затоку. Береги скелясті. Ґрунт — галька, місцями пісок. Взимку замерзає.
Затока відкрита у 1789 році командиром Удського порту капітаном І-го рангу Іваном Фоміним. Названа на честь Петербурзької академії наук російським мандрівником і ботаніком Олександром Міддендорфом під час експедиції 1844—1845 років.